# Эвакуация (фильм, 2021)
«Эвакуация» (англ. Recovery) — американский художественный фильм 2021 года режиссёров Мэллори Эвертон и Стивена Мика, которые сыграли главные роли.

## Сюжет
Действие фильма происходит в Америке в 2020 году, в самый разгар пандемии. Двум сёстрам, Джейми и Блейк, приходится совершить путешествие через всю страну, чтобы забрать бабушку из дома престарелых, где произошла вспышка болезни. В течение всего фильма они едут в машине и ведут весёлые разговоры. Попутно Блейк разбирается в отношениях с парнем, с которым познакомилась на сайте, а Джейми общается с учеником.

## В ролях
- Уитни Колл — Джейми
- Мэллори Эвертон — Блейк
- Джулия Джолли — Эрин
- Энн Сворд Хансен — Нана
- Стивен Мик — Эван
- Джессика Дролет — миссис Харпер
- Бэйли Торнок — Джейкоб Харпер

## Создание и оценки
Режиссёрами фильма стали Стивен Мик и Мэллори Эвертон, которые ещё и сыграли ведущие роли. «Эвакуацию» впервые показали на фестивале SXSW, 21 октября 2021 года она вшла в театральный прокат. Критики восприняли фильм как «копеечный инди-роуд-муви эпохи пандемии коронавируса». По мнению обозревателя Variety, это всего лишь «набросок к комедии», авторы которого стремились «занять» шутки про пандемию, пока их не использовали другие. По мнению рецензента «Киноафиши», «если отбросить коронавирусную прослойку, перед нами обыкновенная остроумная лента о том, как двум девушкам весело друг с другом». При этом критик увидел проблему в отсутствии сюжетного развития, из-за чего общая динамика постепенно утихает и начинаются самоповторы.
Картина получила шесть наград Film Club’s The Lost Weekend в Уинчестере, включая приз за лучший фильм. Её рейтинг на сайте-агрегаторе отзывов Rotten Tomatoes составил 76 %.